# Dicuark
En física de partículas, un diquark, o diquark correlación/agrupación, es un estado hipotético de dos quarks agrupados dentro de un barión (el cual consiste en tres quarks) (Lichtenberg 1982). A los modelos correspondientes de bariones se les llama modelos quark–diquark. El diquark es frecuentemente tratado como una única partícula subatómica con la cual el tercer quark interacciona mediante la interacción fuerte. La existencia de diquarks dentro de los nucleónes es un hecho discutido, pero ayuda a explicar algunas de las propiedades y a reproducir datos experimentales relativos a la estructura del nucleón. También se han propuesto pares diquark–antidiquark para partículas anómalas como la X(3872).

## Formación
Las fuerzas entre los dos quarks en un diquark son atractivas cuando el color y el espín son antisimétricos. Cuando ambos quarks están correlacionados de esta manera, tienden a formar una configuración de muy baja energía. A esta configuración de baja energía se le ha llamado diquark.

## Controversia
Muchos científicos teorizan que un diquark no debería ser considerado una partícula. Aunque podrían contener dos quarks su color no es neutral, y por lo tanto no puede existir como un estado ligado aislado. Así que en lugar de ello tienden a flotar libres dentro de los hadrones como entidades compuestas; mientras flotan libres tienen un tamaño cercano a 1fm. Pasa a ser el mismo tamaño que el del hadrón.

## Usos
Los diquarks son los bloques de construcción conceptuales, y como tales les da a los científicos un principio para clasificar los estados más importantes en el espectro hadrónico. Existen muchas evidencias de que los diquarks son fundamentales en la estructura del hadrón. Una de las evidencias más importantes provienen de un estudio reciente de los bariones. En este estudio los bariones tienen un quark pesado y dos ligeros. Ya que el quark pesado es inerte, los científicos fueron capaces de distinguir las propiedades de las diferentes configuraciones de quarks en el espectro hadrónico.

## El experimento Λ y Σ
Se realizó un experimento usando diquarks con el objetivo de estudiar los bariones Λ y Σ. Estos bariones son producidos en la creación de los hadrones por quarks rápidos. En el experimento los quarks ionizaban el área de vacío. Esto produjo los pares quark-antiquark, los cuales se convirtieron en mesónes. Si primero los quarks forman un estado estable de dos quarks, se ayuda a que los bariones se formen por el ensamble de los quarks. Los bariones Λ y Σ son creados como resultado de las combinaciones arriba, abajo y extraño. Se encontró que el Λ contenía el diquark arriba-abajo, sin embargo esto no pasaba con el Σ. Los científicos infirieron que los bariones Λ son más comunes que los bariones Σ, y encontraron que de hecho son más comunes en un factor 10.